# Louis Fernet
Pour les personnes ayant le même patronyme, voir Fernet.
Louis Fernet, né  le 28 octobre 1886 à Albert dans la Somme et mort le 21 décembre 1938 à Sevran, est un homme politique français.

## Biographie
Né dans une famille de condition moyenne, Louis Arthur Augustin Fernet est l'enfant posthume de Jean Baptiste Désiré Arthur Fernet, employé du chemin de fer, décédé, et de Julia Clara Alida Rouhaut, cafetière.
Membre du Parti socialiste et du syndicat des métaux, il adhère du Parti communiste en 1922.
Il est élu au conseil municipal de Sevran en septembre 1931 et devient maire de la ville en décembre de la même année et exerce cette fonction jusqu'à sa mort. Il est également élu conseiller général du canton d'Aulnay-sous-Bois le 15 octobre 1934, battant le député Pierre Cathala, ancien ministre de l'Intérieur,.
Sous son mandat sont créés un cours complémentaire à l'école du Centre et un centre médical de santé.
Louis Fernet meurt brusquement à l'âge de 52 ans. Il était marié et avait un enfant. Son successeur à la mairie est Gaston Bussière.

## Hommage
Le centre municipal de santé de Sevran porte le nom de Louis Fernet.